# Zsigmond Móricz

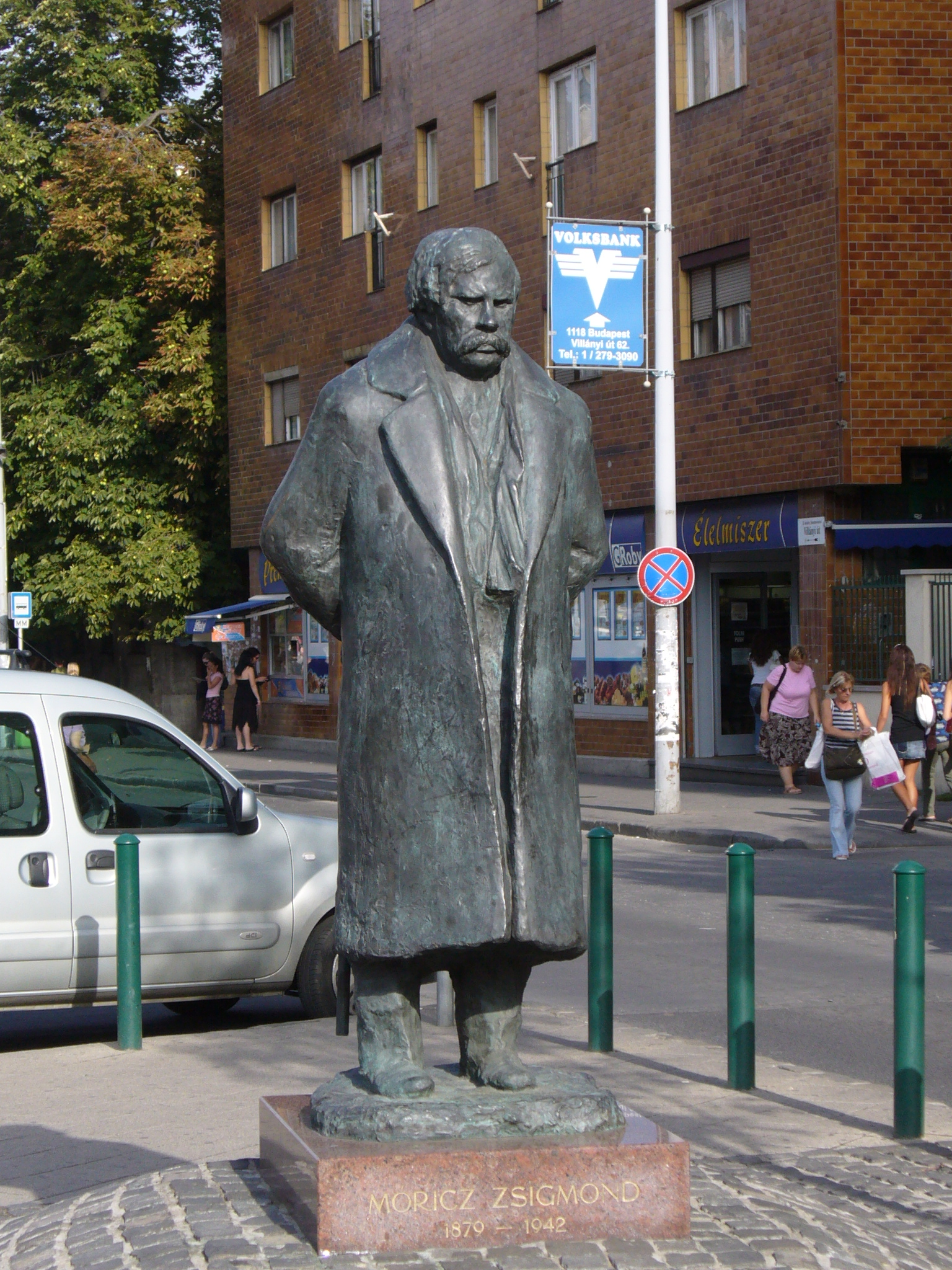
Socha Zsigmonda Móricze v Budapešti

Zsigmond Móricz (29. června 1879, Tiszacsécse – 5. září 1942, Budapešť) byl maďarský spisovatel, redaktor a novinář. Jedna z největších osobností maďarské literatury 20. století. Psal zejména o maďarském rolnictvu a chudobě.

## Díla
| - 1907 – Harmatos rózsa - 1908 – Erdő-mező világa - 1908 – Judith és Eszter - 1908 – Hét krajcár - 1910 – Sári bíró - 1910 – Tragédia - 1910 – Sárarany - 1911 – Az Isten háta mögött - 1912 – Boldog világ - 1912 – A galamb papné - 1912 – Magyarok - 1912 – Tavaszi szél - 1913 – Kerek Ferkó - 1913 – Szerelem - 1915 – Mese a zöld füvön - 1916 – Nem élhetek muzsikaszó nélkül - 1916 – Szegény emberek - 1916 – A tűznek nem szabad kialudni - 1917 – A fáklya - 1917 – Árvalányok - 1918 – Fortunatus - 1918 – Vérben, vasban - 1920 – Légy jó mindhalálig - 1922 – Tündérkert (Erdély-trilógia I.) | - 1924 – A vadkan - 1924 – Búzakalász - 1924 – Pillangó - 1926 – Kivilágos kivirradtig - 1927 – A nagy fejedelem (Erdély-trilógia II.) - 1928 – Arany szoknyák - 1928 – Úri muri - 1929 – Forró mezők - 1929 – Esőleső társaság - 1931 – Forr a bor - 1931 – Barbárok - 1932 – Rokonok - 1935 – A boldog ember - 1935 – A nap árnyéka (Erdély-trilógia III.) - 1936 – Bál - 1936 – Komor ló - 1936 – Rab oroszlán - 1937 – Betyár - 1938 – Míg új a szerelem - 1939 – Életem regénye - 1941 – Árvácska - 1941 – Rózsa Sándor a lovát ugratja - 1942 – Rózsa Sándor összevonja szemöldökét - 1931 – A kondás legszennyesebb inge |